# Андраш Бенк
Андраш Бенк (угор. Benk András; народився 3 вересня 1987 у м. Будапешт, Угорщина) — угорський хокеїст, лівий нападник. Виступає за «Альба Волан» (Секешфехервар) в Австрійській хокейній лізі. 
Вихованець хокейної школи ХК «Дунауйварош». Виступав за ХК «Дунауйварош», «Альба Волан» (Секешфехервар).
У складі національної збірної Угорщини учасник чемпіонатів світу 2008 (дивізіон I), 2009 і 2011 (дивізіон I). У складі молодіжної збірної Угорщини учасник чемпіонатів світу 2005 (дивізіон II) і 2006 (дивізіон I). У складі юніорської збірної Угорщини учасник чемпіонатів світу 2003 (дивізіон II), 2004 (дивізіон II) і 2005 (дивізіон II).
Чемпіон Угорщини (2008, 2009, 2010).